# 利川消防署
利川消防署（イチョンしょうぼうしょ）は京畿道消防災難本部所属の消防署である。

## 管轄区域
- 利川市

## 沿革
- 1995年12月12日 - 城南消防署から分離して開設。楊平郡を九里消防署から編入。業務開始。管轄区域は利川郡、驪州郡、楊平郡。
- 1996年3月1日 - 利川郡の市制施行に伴い、管轄区域が利川市、驪州郡、楊平郡になる。
- 2004年11月12日 - 楊平消防署、驪州消防署開設に伴い、管轄区域が利川市になる。

## 119安全センター
| 119安全センター       | 住所                                 | 管轄区域                                   |
| --------------------- | ------------------------------------ | ------------------------------------------ |
| 官庫119安全センター   | 利川市京忠大路2739                   | 利川市のうち洞地域、麻長面、戸法面、栢沙面 |
| 長湖院119安全センター | 利川市長湖院邑ソドン大路8829番ギル71 | 利川市のうち長湖院邑、雪星面、栗面         |
| 大月119安全センター   | 利川市大月面京忠大路1973             | 利川市のうち大月面、夫鉢邑、栗面           |